# Habsburg–Lotaringiai Margit Zsófia főhercegnő
Margit Zsófia Mária Annunciáta Terézia Karolina Lujza Jozefina Johanna (Margarete Sophie Marie Annunciata Theresia Caroline Luise Josepha Johanna von Österreich) (Artstetten, 1870. május 13. – Gmunden, 1902. augusztus 24.), osztrák főhercegnő, magyar és cseh királyi hercegnő, a prágai Hradzsin nemesi hölgyalapítványának fejedelemasszonya, Ferenc Ferdinánd trónörökös húga, házassága révén württembergi hercegné.

## Élete

### Származása, testvérei
Margit Zsófia főhercegnő 1870. május 13-án született az alsó-ausztriai Artstetten kastélyában. Édesapja Habsburg–Lotaringiai Károly Lajos főherceg (1833–1896) volt, I. Ferenc József császár és király öccse, Habsburg–Lotaringiai Ferenc Károly főhercegnek (1802–1878) és a Wittelsbach-házból való Zsófia Friderika bajor királyi hercegnőnek (1805–1872) fia. Édesanyja Károly Lajos főherceg második felesége, Mária Annunciáta nápoly–szicíliai királyi hercegnő (Principessa Maria Annunciata di Borbone della Due Sicilie, 1842–1871) volt, II. Ferdinánd nápoly–szicíliai királynak (1810–1859) és Habsburg–Tescheni Mária Terézia főhercegnőnek (1816–1867) leánya.
Margit Zsófia a házaspár negyedik, legfiatalabb gyermekeként, egyetlen leányaként született:
- Ferenc Ferdinánd főherceg (1863–1914). Apjának 1896-ban bekövetkezett halála után ő lett a Monarchia trónörököse, 1914-es meggyilkolásáig.
- Ottó Ferenc főherceg (1865–1906), aki Mária Jozefa Lujza szász királyi hercegnőt (1867–1944) vette feleségül, az ő fiuk lett Károly császár és király, az Osztrák–Magyar Monarchia utolsó uralkodója.
- Ferdinánd Károly Lajos főherceg (1868–1915), később polgári nevén Ferdinand Burg.
- Margit Zsófia főhercegnő (1870–1902), aki Albrecht württembergi herceghez ment feleségül.

Keresztneveit apjának első, fiatalon elhunyt feleségéről, Margit Karolina szász királyi hercegnőről (1840–1858) kapta, és apai nagyanyjáról, Zsófia hercegnőről kapta. Bátyjai közül a legidősebbet, Ferenc Ferdinándot nagyon szerette, igen közel álltak egymáshoz.
Margit Zsófia féltestvérei, apjának harmadik házasságából, amelyet Mária Terézia portugál infánsnővel (1855–1944) kötött: 
- Mária Annunciáta főhercegnő (1876–1961), aki a Prágában a Hradzsini Szent Teréz kolostor főapátnője lett.
- Erzsébet Amália főhercegnő (1878–1960), aki Aloys (Alajos) von und zu Liechtenstein herceghez ment feleségül, az ő fiuk lett II. Ferenc József, Liechtenstein uralkodó hercege.

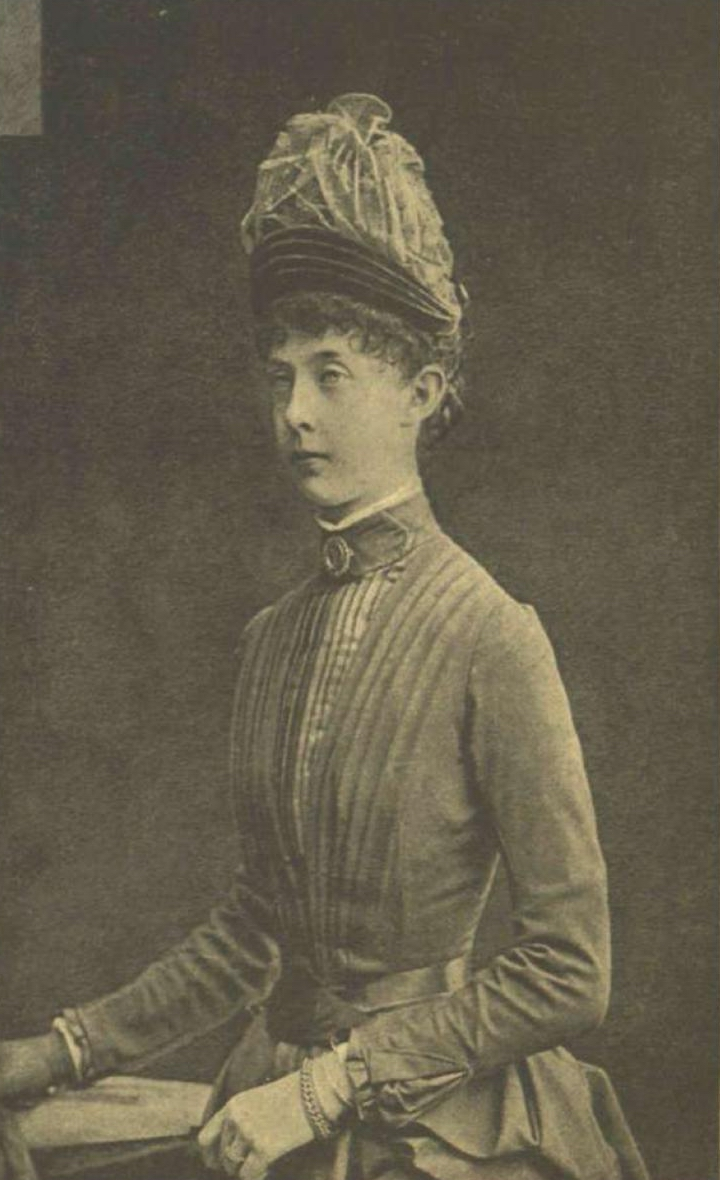
Margit Zsófia főhercegnő
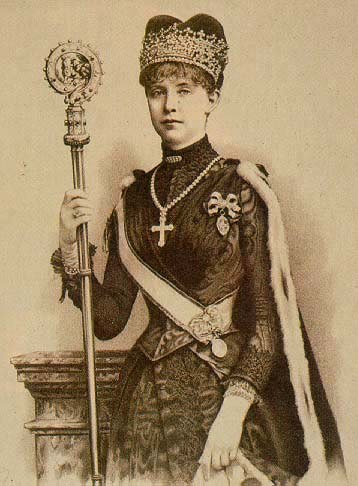
Margit Zsófia, főapátnő
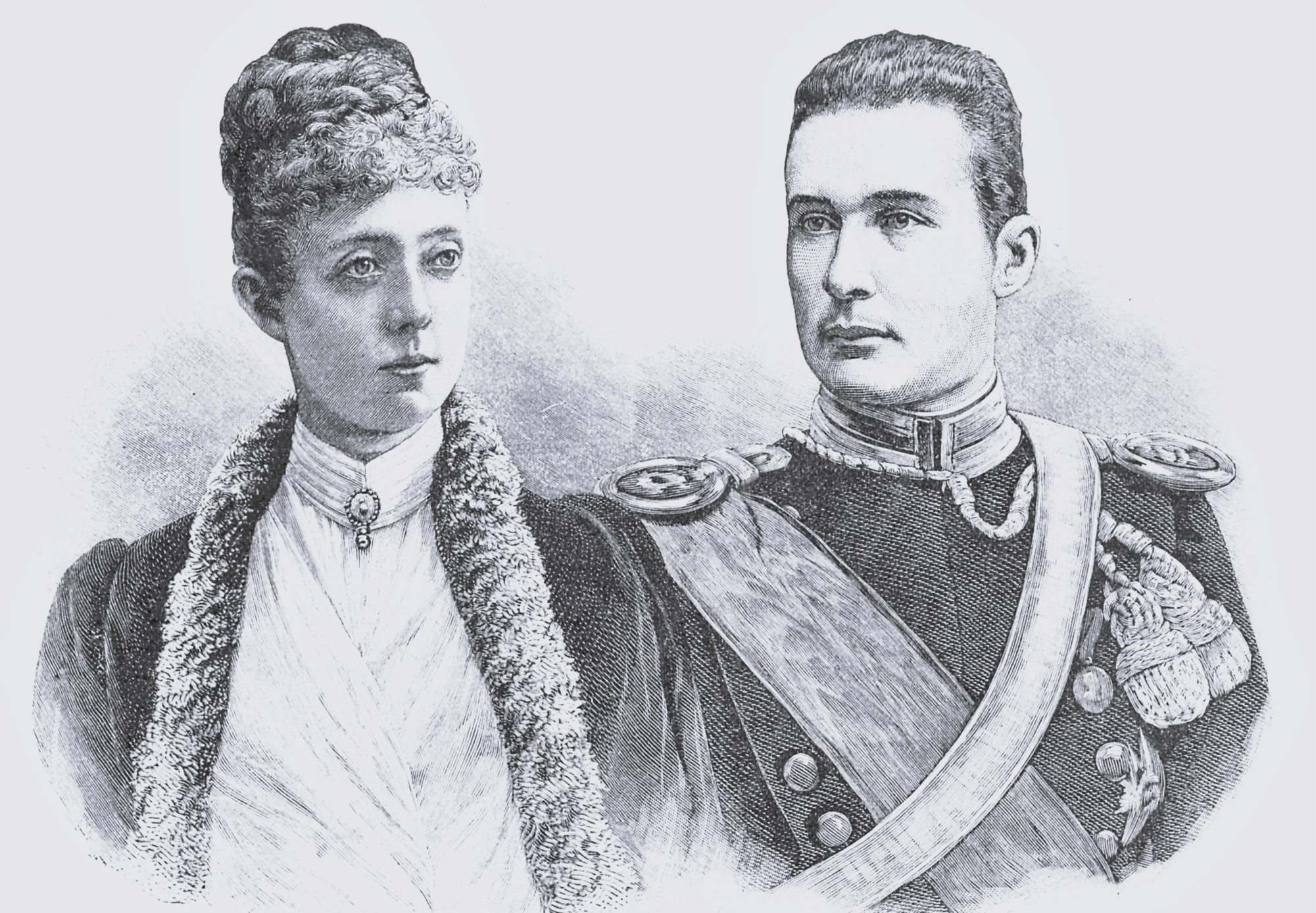
Margit Zsófia és férje, Albert herceg

### Házassága, gyermekei

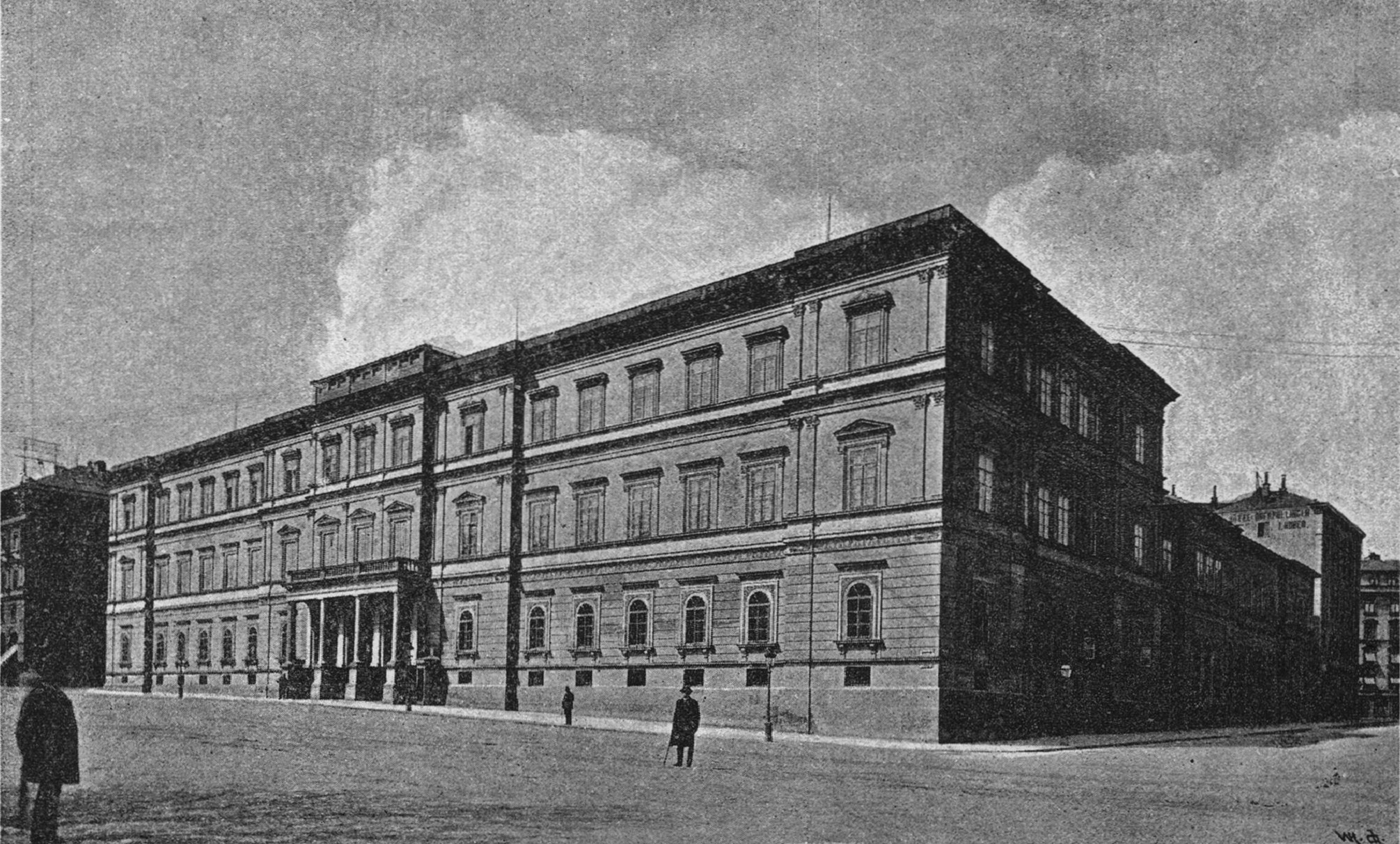
A stuttgarti koronahercegi palota 1889-ben

Margit Zsófia főhercegnő 1886. május 23-ától 1893. január 15-éig a prágai Hradzsinban lévő Szent Teréz nemesi hölgyalapítvány fejedelemasszonya (főapátnője) volt. Ezt a tisztséget feladva 1893. január 24-én Bécsben feleségül ment Albert württembergi herceghez (Albrecht Maria Herzog von Württemberg, 1865–1939), Fülöp württembergi herceg (Philipp Alexander Maria Ernst von Württemberg, 1838–1917) és Mária Terézia Anna osztrák főhercegnő (1845–1927) fiához, aki anyai ágon Habsburg–Tescheni Albert főherceg tábornagy és Hildegárd Lujza bajor királyi hercegnő unokája volt.
Mivel II. Vilmos királynak nem volt gyermeke, a Württembergi dinasztia oldalágából való Albert herceg volt a Württembergi Királyság trónjának várományosa. Ezért a hercegi pár az 1890-es évektől kezdve Stuttgartban, a trónörökösök palotájában (Kronprinzenpalais) lakott. Házasságukból 7 gyermek született, akik a württemberg herceg(nő)i (Herzog(in) von Württemberg) címet viselték. Hatan érték meg a felnőttkort.
1. Philipp (II.) Albrecht Carl Maria herceg (1893–1975), aki először Habsburg-Toscanai Ilona főhercegnőt, majd megözvegyülve annak húgát, Róza főhercegnőt (Péter Ferdinánd Szalvátor főherceg leányait, IV. Ferdinánd toszkánai nagyherceg unokáit) vette feleségül .
2. Albrecht Eugen Maria Philipp herceg (1895–1954) aki a Szász–Coburg–Gotha–Koháry-házból való Nadezsda Klementina Mária bolgár királyi hercegnőt, I. Ferdinánd bolgár cár leányát vette feleségül .
3. Carl Alexander Maria Philipp herceg (1896–1964), bencés szerzetesként élt a Beuroni Főapátságban, beöltözésekor az Odó nevet kapta .
4. Maria Amalia Assunta hercegnő (1897–1923).
5. Maria Theresa Margarete hercegnő (1898–1928). Szintén a Szent-Benedek rend tagja; az eiblingeni női apátsághoz csatlakozott, rendi neve Mária Benedikta nővér volt. .
6. Maria Elisabeth hercegnő (1899–1900), kisgyermekként meghalt.
7. Margarita Maria Annunziata Benoite (Benedetta) hercegnő (1902–1945).

### Halála

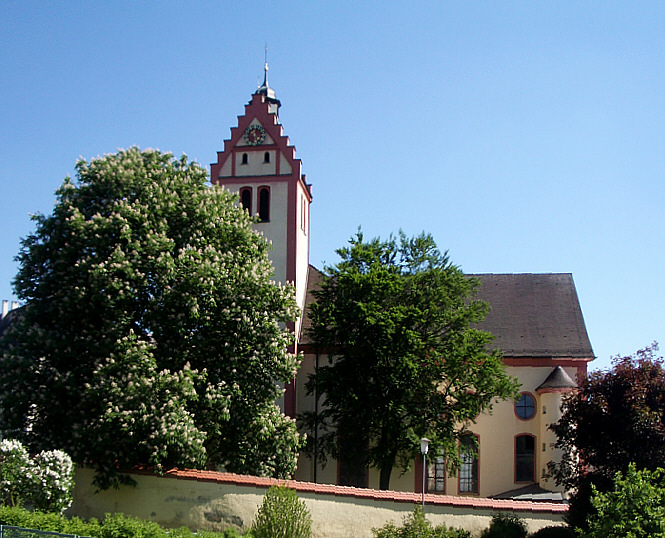
Altshausen, Szent Mihály templom

Margit Zsófia főhercegnő 1902. augusztus 24-én hunyt el a felső-ausztriai Gmundenben, 32 éves korában. A württembergi hercegi család ludwigsburgi kastélyának kriptájába temették.
Özvegy férje, Albert herceg nem nősült meg többé. Sikeres harctéri parancsnokként részt vett az első világháborúban. A lemondott II. Vilmos király trónját már nem örökölhette, de a király átadta neki a felső-svábföldi Altshausen kastélyát, a herceg családja 1919-ben ideköltözött. 1927-ben az altshauseni Szent Mihály templomban (Schloss- und Pfarrkirche St. Michael) kiépült az új családi kripta, Albert herceg ekkor idehozatta Margit Zsófia hercegné koporsóját (1939-ben maga Albert is ide temetkezett).
A stuttgarti Kronprinzenpalais-t brit–amerikai terrorbombázás pusztította el 1944-ben. Romjait lebontották, helyét többször be- és átépítették. 2005-ben itt nyílt meg az új Kunstmuseum.

## Külső hivatkozások
- Családi, életrajzi adatai (The Peerage)).
- Egyházi fejedelemasszonyok (főapátnők).
- A Gothai Almanach.
- Életrajzi, családi adatai (Geocities/archive.org). (angol nyelven). [2004. május 23-i dátummal az [ eredetiből] archiválva]. (Hozzáférés: 2009. augusztus 25.)